# سن خوزه ده لاس لاخاس
سن خوزه ده لاس لاخاس (به اسپانیایی: San José de las Lajas) یک شهر در کوبا است که در استان مایابکه واقع شده‌است.

## خصوصیات
سن خوزه ده لاس لاخاس ۵۹۱ کیلومترمربع مساحت و ۶۹٬۳۷۵ نفر جمعیت دارد و ۱۳۵ متر بالاتر از سطح دریا واقع شده‌است.

## خواهرخوانده
شهر Coslada خواهرخواندهٔ سن خوزه ده لاس لاخاس هست.